# Saumure
Pour les articles homonymes, voir Saumure (homonymie).
Pour l’article ayant un titre homophone, voir Saumur.

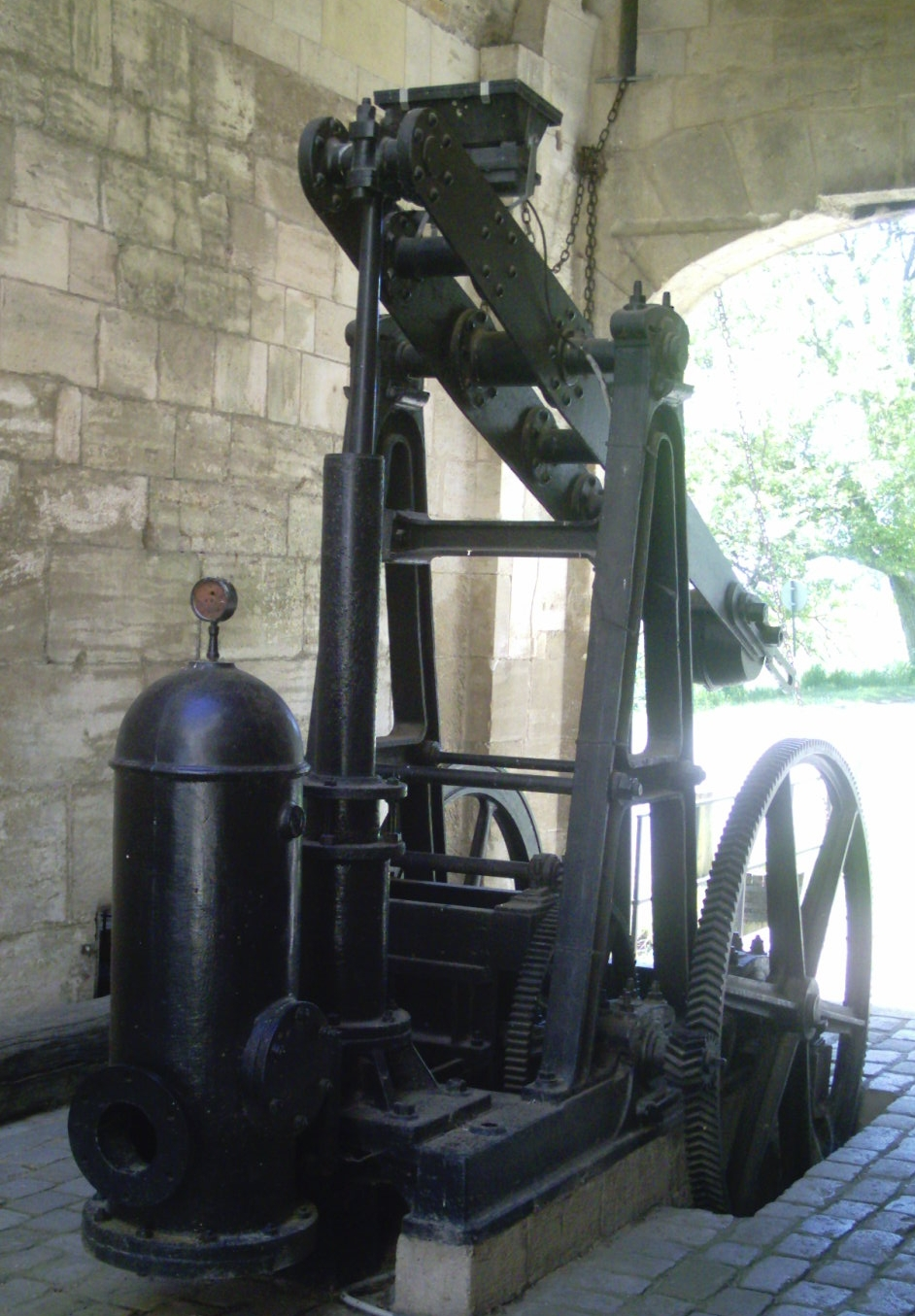
Pompe à saumure qui était utilisée pour la production du sel.

La saumure (du latin sal, sel, et muira, eau salée) est une solution aqueuse d'un sel, généralement de chlorure de sodium (sel de cuisine) NaCl, saturée ou de forte concentration. Naturelle ou artificielle, elle est utilisée notamment comme conservateur pour les aliments (par saumurage) ou encore comme fluide caloporteur.

## Composition
Une saumure est une solution de chlorure de sodium dans l'eau, à une concentration supérieure à celle de l'eau de mer. Celle-ci contient environ 3,5 % de chlorure de sodium NaCl (environ 35 g/L), en masse , bien que cette proportion dépende du lieu.
| Salinité de l'eau (‰) | Salinité de l'eau (‰) | Salinité de l'eau (‰) | Salinité de l'eau (‰) |
| Eau douce             | Eau saumâtre          | Eau de mer            | Saumure               |
| < 0,5                 | 0,5 – 30              | 30 – 50               | > 50                  |
| --------------------- | --------------------- | --------------------- | --------------------- |

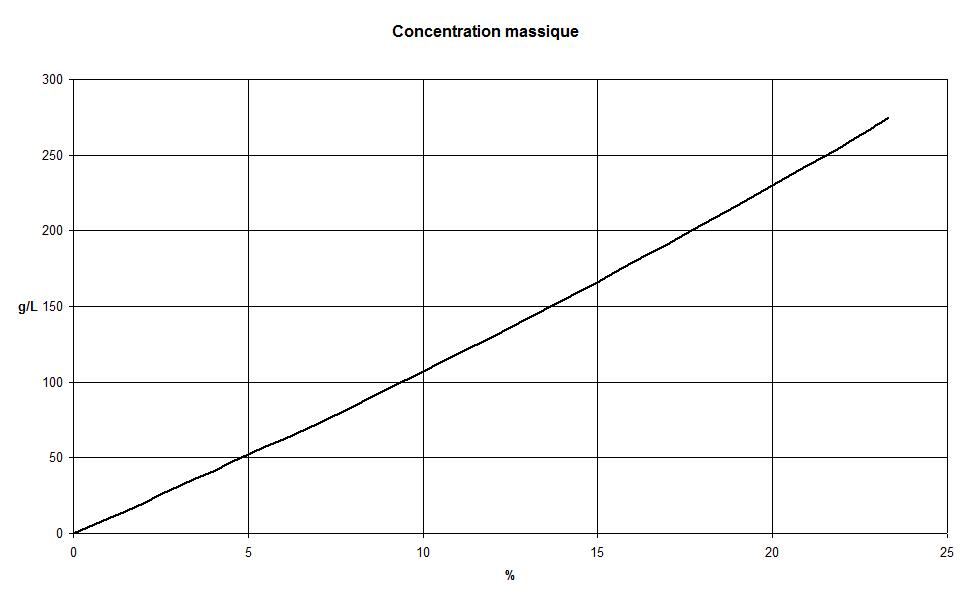
Concentration massique d'une saumure de chlorure de sodium, en fonction du pourcentage massique de sel dissous.

La concentration d'une solution saturée de chlorure de sodium dépend de la température. À 0 °C, une solution saturée a un pourcentage massique en sel de 35,70 %. À 100 °C, son pourcentage massique est 39,12 %.

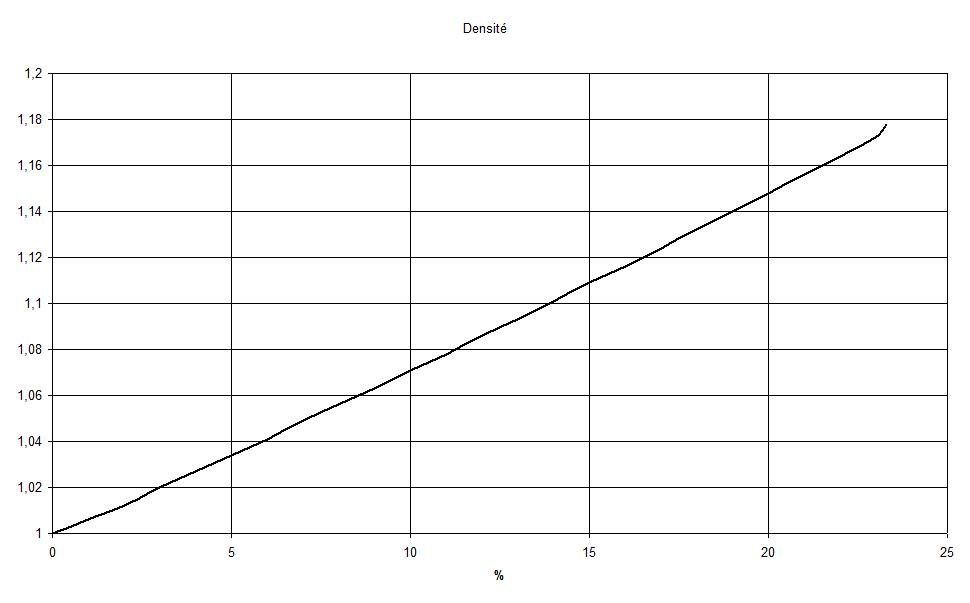
Densité d'une saumure de chlorure de sodium, en fonction du pourcentage massique de sel.

La densité de la saumure est une fonction affine du pourcentage massique en sel :
d = 1,0 + 0,007 t,
où le pourcentage massique t est exprimé en %. On peut donc déterminer la concentration d'une saumure à l'aide d'un densimètre.
La détermination de la concentration en sel d'une saumure peut se faire également par titrage des ions chlorure Cl−. La méthode classique consiste à réaliser un dosage par précipitation avec les ions argent(I) Ag+, en utilisant les ions thiocyanate SCN− comme indicateurs de fin de réaction (méthode de Charpentier-Volhard).

## Origine

### Saumure naturelle

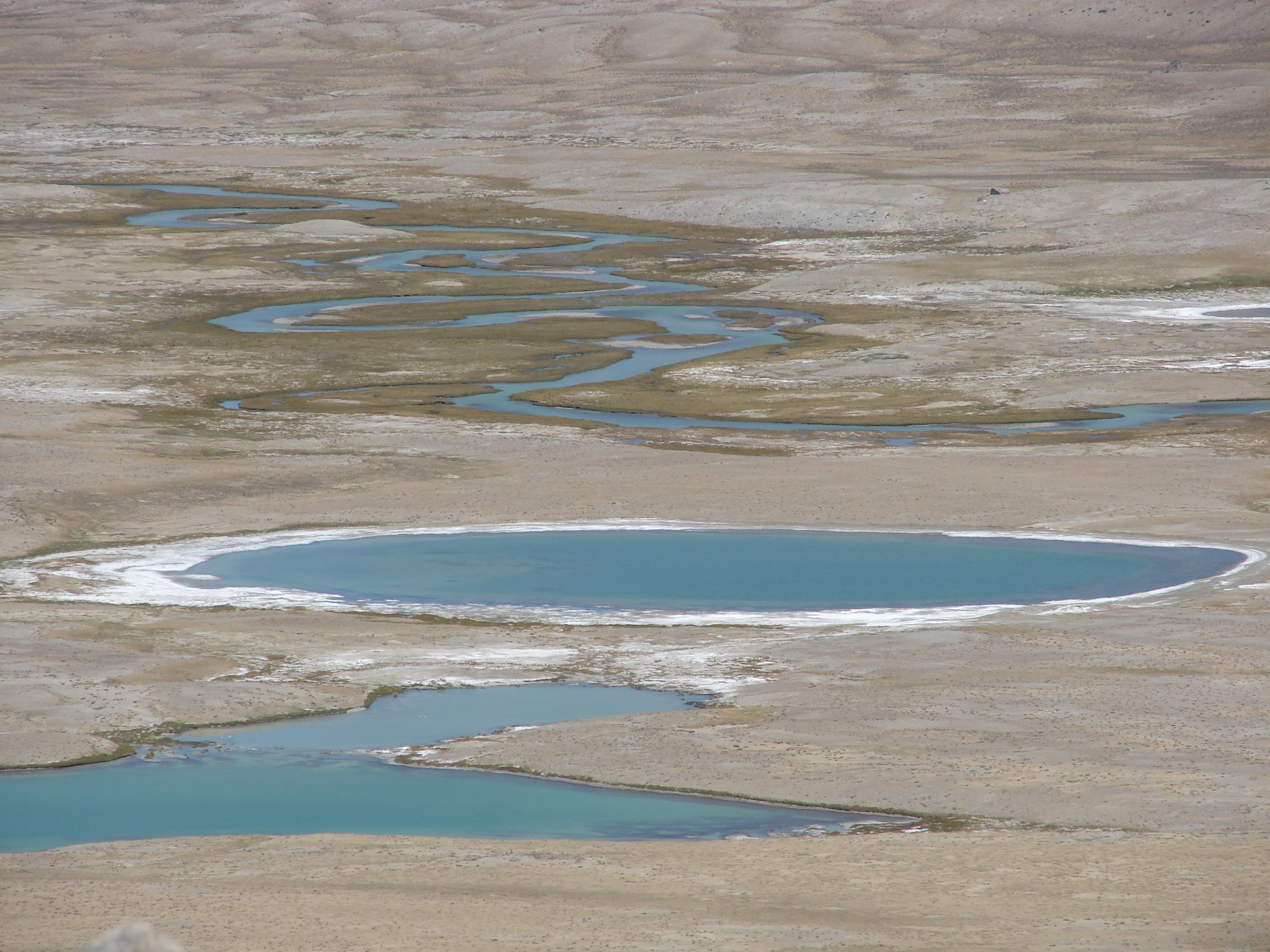
Lac salé dans la vallée du Panch, massif du Wakhan (Afghanistan).

La saumure est formée naturellement sur les côtes, dans des lagunes, des rivières ou des lacs salés, ou des flaques isolées de la mer, par évaporation de l’eau sous l’action du soleil et du vent. Elle se forme également par lessivage de bancs de sel gemme, lors de l'infiltration d’eau douce à travers des couches perméables du sol.
Parmi les saumures naturelles les plus connues, on peut citer celles de la Mer Morte (dont la salinité est dix fois supérieure à la salinité moyenne des océans) ou du Grand Lac Salé (Utah, États-Unis). La mer Morte est un lac dont le bassin est fermé et est alimenté par des sources souterraines et les eaux fluviales du Jourdain.
Les saumures originaires des lacs salés contiennent essentiellement des anions chlorure Cl−, carbonate CO32− et sulfate SO42−. La concentration de chacun d'entre eux varie selon le lieu, mais aussi en fonction des conditions météorologiques et fluctue au cours du temps. Les saumures sont également le siège de réactions chimiques, qui modifient en permanence leur composition. Les anions sont associés, pour l'essentiel, à des cations sodium Na+, potassium K+, magnésium Mg2+ et calcium Ca2+. On trouve également, le plus souvent à l'état de traces, des hydrocarbures, des oligo-éléments : brome Br, phosphore P, arsenic As, zinc Zn, cuivre Cu, plomb Pb, nickel Ni, argent Ag, de l'acide siliceux, des phénols, des acides humiques, des vitamines, des hormones, des stimulants biogènes, des acides aminés, des acides gras et des polysaccharides.

### Saumure artificielle

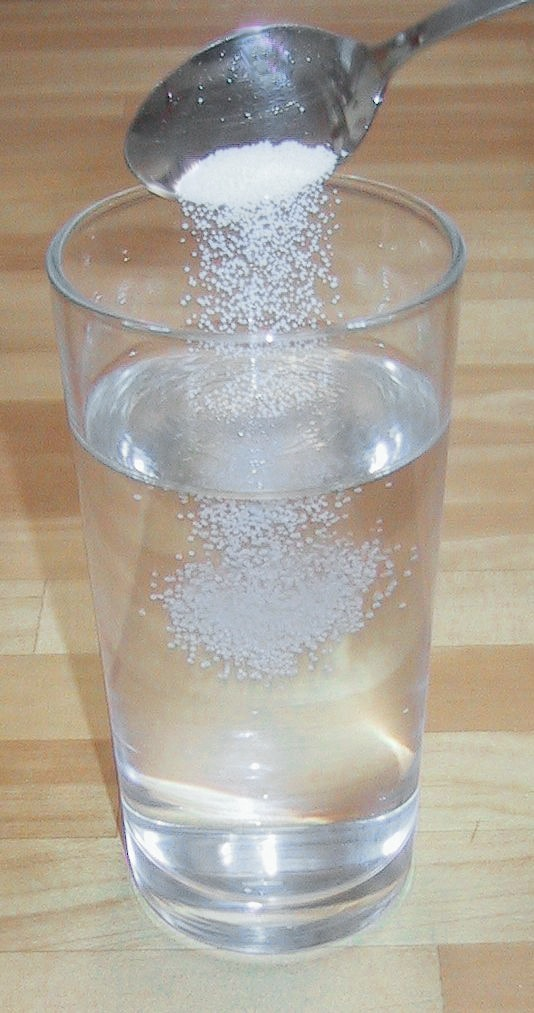
Fabrication d'une saumure par dissolution de chlorure de sodium dans l'eau.

La saumure est généralement fabriquée pour des usages spécifiques, principalement pour la conservation des aliments, le déneigement ou le transfert de chaleur dans des installations frigorifiques.
Les saumures sont aussi des sous-produits de l'industrie du dessalement de l'eau. Elles sont rejetées en mer ou injectées dans le sol.

#### Saumure minière
Pour extraire et transporter aisément le sel des montagnes, on le dissout dans l'eau. La technique primitive, encore utilisée actuellement dans quelques cas isolés, consistait à créer des chambres de lessivage (espaces de 2 à 3 m de haut) dans le sous-sol et à les remplir d'eau. Le sel passe alors lentement en solution dans l'eau. Lorsque la saturation est atteinte (pour une teneur en sel d'environ 26 %), la saumure est pompée.
De nos jours, la saumure est obtenue à l'aide de sondes de forage. Une fois le gisement identifié et cartographié, on procède dans un premier temps au forage d'un puits profond dans le gisement de sel. Deux tubes concentriques sont alors insérés dans celui-ci : le tuyau central atteint le fond du puits creusé, tandis que le tuyau extérieur est scellé hermétiquement à proximité de la limite supérieure de la couche saline. L'eau douce est ensuite pompée dans le tuyau intérieur et remonte vers la surface en dissolvant le sel sur son passage, avant d'être évacuée sous forme de saumure par l'intermédiaire du tube extérieur (saumuration directe). En cours d'exploitation, le sens d'écoulement du flux est inversé (saumuration indirecte) : l'eau douce descend dans la cavité par l'espace annulaire entre les tubes, se sature lentement de sel et ressort sous forme de saumure par le tube central. Afin de consolider le toit de la cavité résultante, un fluide protecteur (blanket), gaz ou liquide, est apporté par la canalisation externe. Grâce à sa densité inférieure il surnage toujours au-dessus de l'eau, empêchant ainsi la dissolution de la partie supérieure de la cavité.
Les cavités créées par la saumuration utilisant des sondes de forage sont souvent de dimensions considérables (diamètre jusqu'à 80 m, hauteur jusqu'à 500 m, volume dépassant souvent le million de mètres cubes [réf. souhaitée]). Aujourd'hui, leurs capacités de stockage et leur profondeur en font une solution privilégiée pour le stockage souterrain du gaz naturel et des produits pétroliers. Dans le cas du pétrole, la saumure est utilisée comme liquide de compensation. La récupération du pétrole se fait par injection de saumure. Ainsi, en France, les réserves de produits pétroliers stratégiques de l'État sont stockées dans les cavités de Géosel, à Manosque. La saumure produite, auparavant rejetée dans les étangs de L'Engrenier et Lavalduc à Fos et utilisée par l'industrie chimique locale, notamment les Salins du Midi pour la fabrication du sel de salage des routes, doit être, à partir de 2013, rejetée dans le golfe de Fos, face au Fort de Bouc.

## Utilisations

### Production du sel de cuisine
Les saumures sont utilisées depuis longtemps pour la production du sel de cuisine, dans les salines, les marais salants, les mines de sel ou à partir de l'eau de mer. Par évaporation au soleil ou par distillation, on récupère le sel de cuisine.
La saline de Bad Reichenhall, en usage depuis l'époque romaine, a été, jusqu'au Haut Moyen Âge, le site le plus important d'Allemagne pour la production de saumure. Dans les descriptions touristiques, la conduite de saumure Reichenhall-Traunstein est souvent décrite comme « le plus vieux pipe-line du monde ». En 1607, une saline existait à l'Ebensee, dans le Salzkammergut.
En France, Salins-les-Bains, dans le Jura, est une station thermale dont une partie du sous-sol en sel gemme a été longtemps exploitée depuis l'époque gallo-romaine jusqu'au XIXe siècle, et conserve encore tout son potentiel d'exploitation.

### Conservation des aliments
La saumure utilisée dans l'industrie alimentaire sert principalement pour conserver des aliments en les immergeant dans le liquide (saumurage), mais aussi pour la congélation des viandes et des poissons ou encore des glaces alimentaires.

### Déneigement
Dans le domaine routier, la saumure est utilisée pour faire fondre la glace ou la neige compactée.

### Fluide caloporteur

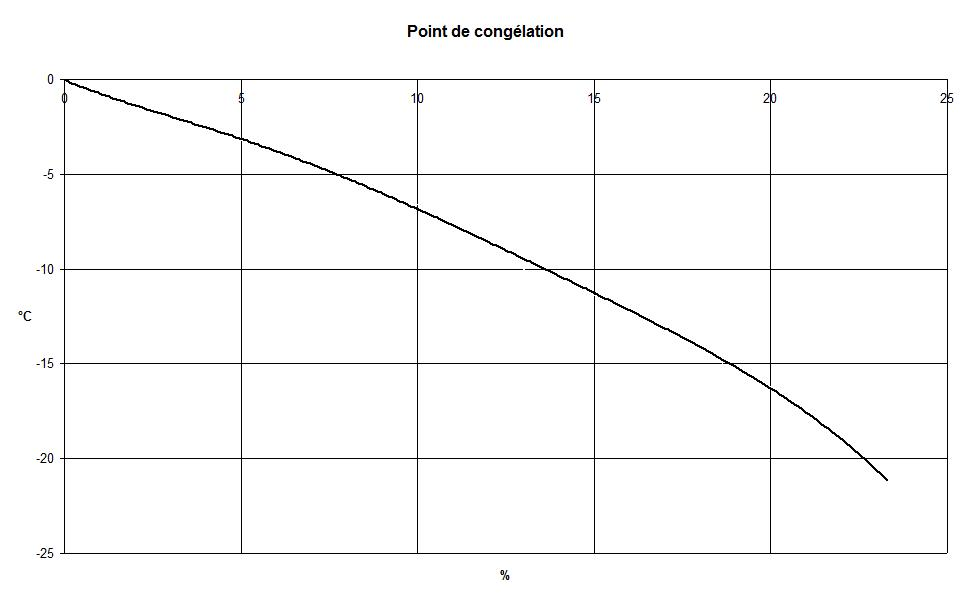
Température de congélation d'une saumure de chlorure de sodium, en fonction du pourcentage massique de sel dissous.

Dans l'industrie, de nombreux procédés doivent être refroidis. Un fluide est utilisé pour le transport de la chaleur. Si la température finale désirée est supérieure à 20 °C, l'eau des rivières est utilisée pour la réfrigération. Toutefois, pour des températures inférieures à 0 °C, l'eau n'est plus envisageable. On utilise alors une saumure, en se basant sur l'abaissement cryoscopique du point de fusion. La saumure utilisée dans ce cas est le plus souvent une solution aqueuse de chlorure de calcium CaCl2. À un pourcentage massique d'environ 30 %, ce type de solution a un point de fusion de −55 °C, et de −40 °C pour un pourcentage massique de 23,3 %. Les saumures permettent de travailler à des températures relativement basses, pour un coût raisonnable.
La saumure est employée dans les pompes à chaleur et les chauffe-eau solaires [Comment ?].

### Médecine
En médecine, on appelle saumure des solutions contenant entre 1,5 % et 6 % de sel de cuisine. Elles sont utilisées lors de cures thermales où la saumure est employée en boisson, en rinçages, en bains, en frictions, en enveloppements ou en inhalations.
La saumure est souvent préconisée par les destinations de cure sous forme de bains, pour le traitement des maladies de peau, des allergies, des rhumes, des indigestions, des troubles métaboliques, des maladies de la vessie et des reins, des « troubles nerveux », de troubles de la concentration et du sommeil.
Les succès vantés par les partisans de l'utilisation de la saumure dans le traitement du cancer, des dysménorrhée, des troubles oculaires ou de l'exposition aux métaux lourds n'ont pas été scientifiquement établis. Les prescripteurs sérieux ont tendance à mettre l'accent sur l'effet du plaisir, de la détente et du divertissement, dans un contexte global de bains de mer, à limiter fortement les indications et à mentionner les contre-indications. Parmi celles-ci, on peut indiquer la soif, l'irritation de la peau, des démangeaisons, un effet diurétique.
La seule galerie de cure saline d'Europe occidentale se trouve dans la mine de sel de Berchtesgaden (Allemagne). La durée quotidienne des séances est de l'ordre de deux heures.
Les cures de saumure sont souvent associées à des bains de boue (fangothérapie). Les stations sont placées sur des estuaires profonds ou des lacs. En Russie, elles sont nombreuses sur les rives de la mer Noire et de la mer d'Azov, dans les régions steppiques du Kurgan et les régions d'Orenbourg et de Krasnoïarsk, ainsi que dans l'Altaï.
La saumure est employée en gargarismes, dans le cas de maux de gorge. Elle calme l'inflammation durant quelques heures. En Ukraine, elle est vendue en pharmacie, pour le traitement des affections de l'estomac et du foie.
On l'utilise aussi en prophylaxie du bothriocéphale dans le but de tuer la larve plérocercoïde contenue dans le poisson (second hôte intermédiaire ou hôte paraténique non obligatoire) (en 3 à 5 jours).

### Électrolyse
La saumure peut être électrolysée. Cette réaction produit du dichlore Cl2 et du dihydrogène H2. Le dichlore est le produit principal recherché dans cette électrolyse. Environ 4 % de la production mondiale de dihydrogène provient d'électrolyses, majoritairement de celle de la saumure.
2 Cl−(aq) + 2 H2O(l) → 2 HO−(aq) + H2(g) + Cl2(g).
Le lithium Li est aussi produit par électrolyse de saumures naturelles contenant des sels de ce métal.

### Piles
En 1800, Alessandro Volta utilise la saumure comme électrolyte de sa pile, entre les électrodes de cuivre et de zinc.

### Industrie pétrolière
Un mélange de saumure et d'éthane-1,2-diol (éthylèneglycol, MEG) est injecté dans les tubes, dans les forages pétroliers et gaziers offshore, avant leur mise en service, afin d'éviter la formation d'hydrates.

### Autres utilisations
Les saumures sont utilisées dans les adoucisseurs d'eau, avec des résines échangeuses d'ions.
En chimie organique, on lave les bruts réactionnels avec une saumure. Non seulement la saumure a une densité supérieure à celle de l'eau pure, ce qui facilite la décantation lors d'une extraction, dans le cas où la phase organique est moins dense que l'eau (solution dans l'éther diéthylique ou toluène) mais l'énorme concentration en sel permet également d'absorber l'eau présente dans la phase organique.

## Toxicité
La saumure peut être toxique pour certains animaux.

## Corrosion en présence de saumure
La saumure favorise la corrosion. Les matériaux en contact avec cette dernière doivent y résister. Le métal le plus résistant est le nickel. Les alliages utilisés sont l'acier inoxydable AISI 316 (acier super austénitique 904L), le monel et l'inconel. Le polychlorure de vinyle (PVC) et les matières plastiques en général ont une bonne résistance.
La saumure utilisée pour déneiger les routes favorise la corrosion des carrosseries des automobiles qui n'ont pas bénéficié d'un traitement anti-corrosion, comme c'est le cas des véhicules anciens.

## Autres saumures
On réalise également des saumures avec le dichromate de potassium.